# Nebelhöhle

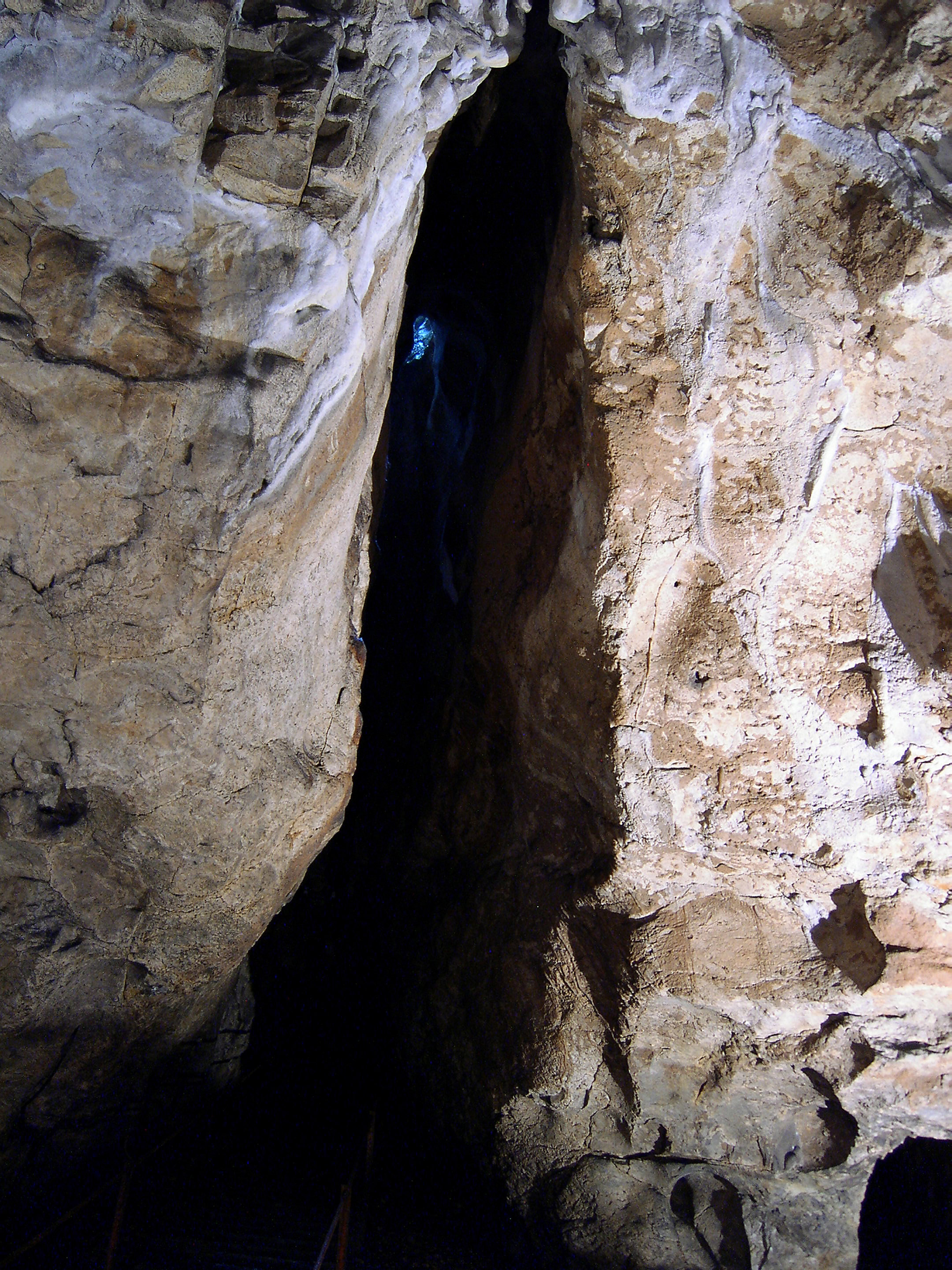
Das heutige Nebelloch der Nebelhöhle (blauer Lichtpunkt), das ins Freie führt.

Die Nebelhöhle ist eine Tropfsteinhöhle auf der Schwäbischen Alb in Baden-Württemberg. Sie liegt auf den Gemarkungen der Gemeinden Sonnenbühl (Ortsteil Genkingen) und Lichtenstein im Landkreis Reutlingen.

## Geologie
Die Nebelhöhle liegt im Weißen Jura delta unter einer Kuppe in der Nähe des Albtraufs. Die derzeit bekannte Gesamtlänge ist 813 Meter, wovon 450 Meter für Besucher erschlossen sind. Die Sohle der Höhle liegt in etwa 780 m ü. NN.
Die Nebelhöhle weist beeindruckend große Gangquerschnitte auf. Es handelt sich um eine sehr alte Höhle, was daran ersichtlich ist, dass die Trockentäler der Umgebung tiefer als die Höhle liegen. In den niedrigen Höhlenteilen bemerkt man zahlreiche Deckenkolke. Weiter sind angewitterte Wände mit kreidiger Oberfläche (bis einen Zentimeter tief) zu sehen. In einigen Hallen trifft man gewaltige Versturzblöcke an. Besonders eindrucksvoll ist ein riesiger Block über dem Gang. In der Hallenmitte reihen sich trichterartige Vertiefungen aneinander.
Die Nebelhöhle weist vor allem prächtige Bodentropfsteine auf, insbesondere die zweite Halle, zu der man durch einen regelrechten Tropfsteinwald gelangt, wobei ein mannshoher Tropfstein mitten im Weg steht. Unterhalb von Kaminen findet man vereinzelt Sinterkaskaden.

## Geschichte

### Das Nebelloch
Im Jahr 1486 wurde erstmals das Nebelloch erwähnt, ein breites Felsportal in der Höhlenwand, durch das Tageslicht in die Höhle fiel. Weil die Menschen beobachteten, wie insbesondere im Winter Nebel aus diesem Loch aufstieg, entstand der Name Nebelloch. Die Benennung erfolgte in einer Zeit, als man Berge, Wälder und vor allem unbekannte Löcher, die in ungewisse Tiefen führten, mit allerlei Geistern und Dämonen in Verbindung brachte. Das Nebelloch war eines dieser Verbindungsportale der Unter- mit der Oberwelt und als solches nicht geheuer.
Im Jahr 1803 wurde es für den Besuch des Kurfürsten Friedrich I. zu einem bequem begehbaren Eingang ausgebaut. Nachdem das eigentliche Nebelloch durch eine Tür verschlossen worden war, übertrug sich die Bezeichnung auf das wesentlich kleinere Loch oben in der Höhlendecke, das man noch heute Nebelloch nennt.

### Der Name der Höhle
Dabei lässt sich das Phänomen des Nebels, der aus dem Loch aufsteigt, einfach erklären:
Die Höhlentemperatur beträgt das ganze Jahr über rund acht bis zehn Grad Celsius, die Luftfeuchtigkeit rund 90 Prozent. Ist es im Winter draußen recht kalt, so steigt die warme Luft aus dem Innern der Höhle nach oben – im Gegenzug fällt kalte Luft von draußen durch die Öffnung in der Decke. Beim Austritt an die kalte Umgebungsluft kondensiert das Wasser der feuchten Höhlenluft, es bildet sich Nebel.
Daher übertrug man die Bezeichnung des Loches, aus dem der Nebel aufstieg, auf die Höhle und nannte sie über Jahrhunderte hinweg Nebelloch. Die Bezeichnung als Nebelhöhle tritt dagegen erstmals im 19. Jahrhundert auf.

### Entdeckung der Alten Nebelhöhle
Mit dem Erscheinen der interaktiven CD-ROM zur Nebelhöhle im Mai 2008 muss die Geschichte der Höhlenentdeckung neu geschrieben werden. Während man bisher davon ausging, dass ein Jäger die Höhle zu Beginn des 16. Jahrhunderts auf der Jagd entdeckte, lässt sich solches anhand der geschichtlichen Quellen nicht bestätigen.
In rund einem Dutzend meist recht ausführlicher Berichte von 1596 bis 1893 wird nicht ein einziges Mal von einem Jäger gesprochen und auch die Entdeckung der Höhle nur einmal erwähnt. Im Jahr 1631 heißt es bei Wilhelm Schickard, der die Höhle wie viele andere besuchte, dass sie seit „Menschengedenken“ bekannt und von Hirtenknaben gefunden worden sei.
Liest man die alten Berichte genau, so wird klar, dass es außer der Öffnung in der Decke einst eine große ebenerdige Öffnung in der Höhlenwand gab, die dann offensichtlich 1803 zum Eingang umgebaut wurde. Das ist auch der Grund, weshalb man sie nicht mehr als ehemals natürliche Öffnung wahrnahm und vergaß. Über diese Öffnung, von der es heißt, sie sei so groß gewesen, dass „eine hineinfahrende Kutsche“ Raum gefunden hätte (sicher ein wenig übertrieben), wurde die Höhle früh, spätestens im 15. Jahrhundert entdeckt und dann in den folgenden Jahrhunderten eifrig besucht.
Im Jahr 1486 wurde die Höhle erstmals als „Nebelloch“ erwähnt, dies bezeichnete damals sowohl das Eingangsportal als auch die gesamte Höhle. Es darf also davon ausgegangen werden, dass die Höhle seit Menschengedenken (vor 1486) bekannt war und die Entdeckung so weit zurücklag, dass sie in der Erinnerung nicht mehr bewahrt worden ist.

### Die Nebelhöhle gewinnt an Popularität
Nachdem die Nebelhöhle bereits im 16., 17. und 18. Jahrhundert zahlreiche Besucher angezogen hatte, wurde sie mit dem Besuch des Kurfürsten
Friedrich I. von Württemberg und der Entwicklung des Nebelhöhlenfestes zu einem Besuchermagneten.
Sie wurde im Jahr 1803 durch eine hölzerne Treppe, hölzerne Wege und Brücken erschlossen. Bei einer großartigen Illumination wurden über 1000 Kerzen abgebrannt. Das Spektakel gefiel so gut, dass die Beleuchtung zwei Wochen später wiederholt wurde. In den Folgejahren bildete sich die Tradition, die Höhle einmal jährlich, am Pfingstmontag, zu beleuchten. Das Nebelhöhlenfest war entstanden.
Gesteigert wurde das Interesse an der Nebelhöhle durch Wilhelm Hauffs Roman Lichtenstein, in dem Hauff den landflüchtigen Herzog Ulrich in der Nebelhöhle Aufenthalt nehmen ließ. Seinen Höhepunkt erreichte das Fest zu Beginn des 20. Jahrhunderts, als in Honau die Lichtensteinfestspiele hinzukamen. An den Pfingstmontagen sollen damals 30.000 und mehr Personen die Höhle besucht haben.

### Herzog Ulrich in der Nebelhöhle
Herzog Ulrich von Württemberg war einer der großen Landesfürsten, die um das Jahr 1500 damit begannen, Territorialstaaten zu schaffen. Die Freie Reichsstadt Reutlingen war ihm dabei ein Dorn im Auge, lag sie doch mitten in seinem Gebiet, gehörte aber nicht seiner Herrschaft an. Diesen Fremdkörper galt es zu beseitigen, zumal Reutlingen als Reichsstadt eine wohlhabende Handelsstadt war und der Herzog ständig mit Geldnöten zu kämpfen hatte – erst 1514 war aus der Einführung einer Verbrauchssteuer (ähnlich der heutigen Mehrwertsteuer) auf Fleisch und andere Güter der Aufstand des Armen Konrad, ein Vorläufer des Großen Bauernkriegs von 1525, ausgebrochen.
Nach dem Tod Kaiser Maximilians I. Ende Januar 1519, der als Kaiser des Heiligen Römischen Reiches Deutscher Nation oberster – und einziger – Herr der Reichsstädte war, sah der Herzog seine Zeit gekommen, belagerte Reutlingen und nahm die Stadt nach acht Tagen ein. Jedoch trat nun der Schwäbische Bund in Aktion, eine Vereinigung kleinerer Fürstentümer und vor allem von Reichsstädten. Reutlingen, ein Mitglied, hatte um Bundeshilfe gebeten. Der Schwäbische Bund rüstete ein gewaltiges Heer an Landsknechten und fiel in den Besitzungen des Herzogs ein. Ulrich musste weichen und fliehen.
Im März des Jahres 1519 soll er sich an geheimem Ort versteckt gehalten haben. Viele nehmen die Nebelhöhle als diesen geheimen Ort an, wo er sich rund zwei Wochen tagsüber aufgehalten haben soll, nachts dagegen auf dem nur vier Kilometer entfernten Schloss Lichtenstein. Besonders durch den 1826 veröffentlichten Roman Lichtenstein von Wilhelm Hauff, der bald zum Bestseller wurde und noch Anfang des 20. Jahrhunderts sogar an norddeutschen Gymnasien gelesen wurde, erlangte der Aufenthalt des Herzogs in der Nebelhöhle Berühmtheit.
Noch heute ist ein Teil der Höhle nach dem Herzog als Ulrichshöhle benannt.

### Die Neue Nebelhöhle
Die Entdeckung einer Fortsetzung der Höhle durch W. Kopp und K. Rau 1920 führte zum Bau des heutigen Höhleneingangs. Der bisher bekannte Teil der Höhle, jetzt als „Alte Nebelhöhle“ bezeichnet, lag größtenteils auf der Gemarkung der heutigen Gemeinde Lichtenstein, der neu entdeckte Teil dagegen auf der der Ortschaft Genkingen. Die Genkinger begannen noch im Entdeckungsjahr 1920 ihren Teil der Höhle zu erschließen und rechtzeitig zum Nebelhöhlenfest 1921 war der Eingang fertiggestellt. Im Laufe der Zeit setzte sich der Genkinger Eingang wegen seiner besseren Lage und Erreichbarkeit durch. Heute begeht man Alte und Neue Höhle in einem Durchgang, zunächst den neuen, dann den alten Teil, so dass man chronologisch umgekehrt durch die Höhle geht.

### Der abgesägte Tropfstein

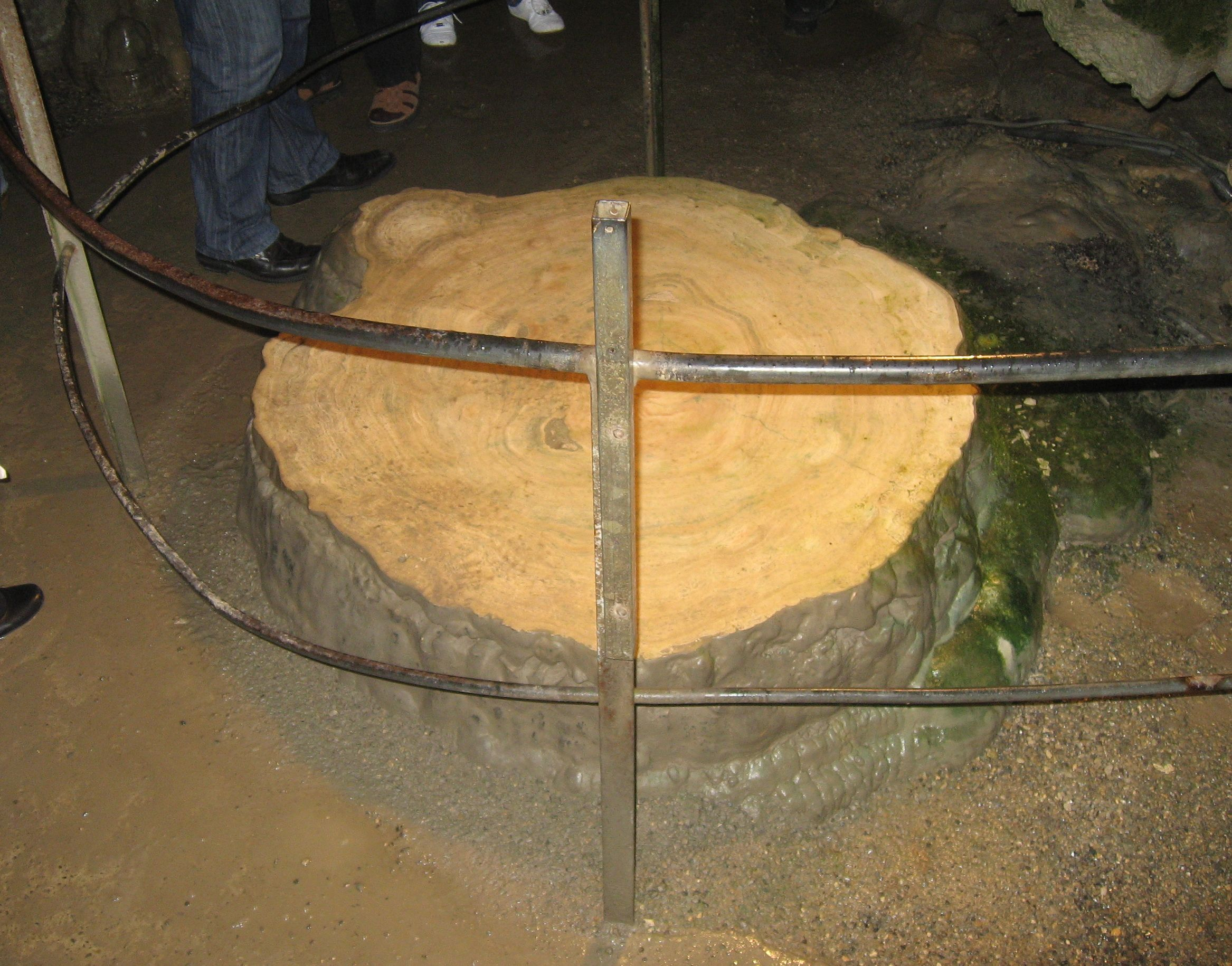
Der Stumpf des abgesägten Tropfsteins

In der letzten Halle befindet sich, ganz in der Nähe des Großen Sees, der Abgesägte Tropfstein. Dieser Tropfstein war der größte der gesamten Höhle, über 4,5 Meter hoch, ein Stalagnat, der Höhlenboden und Decke verband. Man sägte ihn für die Restaurierung des Neuen Schlosses in Stuttgart, das durch den Zweiten Weltkrieg stark in Mitleidenschaft gezogen worden war, ab.
Experten hatten festgestellt, dass die großen Schmuckfelder im Treppenhaus des Neuen Schlosses mit Tropfsteinschmuck aus den Höhlen der Schwäbischen Alb gefüllt waren. Um sie im Original wiederherzustellen, brauchte man einen großen Tropfstein, so dass sich die Restauratoren an die Nebelhöhlenvereinigung wandten, offensichtlich mit Erfolg. Im Jahr 1961 sägte man den Tropfstein ab und verwendete die Scheiben für Schmuckfelder der Wandverkleidung im Treppenhaus des Neuen Schlosses.

### Höhle und Kunst
Im Jahr 2003 besuchte der Stuttgarter Künstler Michael Lesehr die Nebelhöhle und zeichnete in ihr in tagelanger Arbeit vier Bilder einer Höhlenserie.

## Tourismus

### Besucher

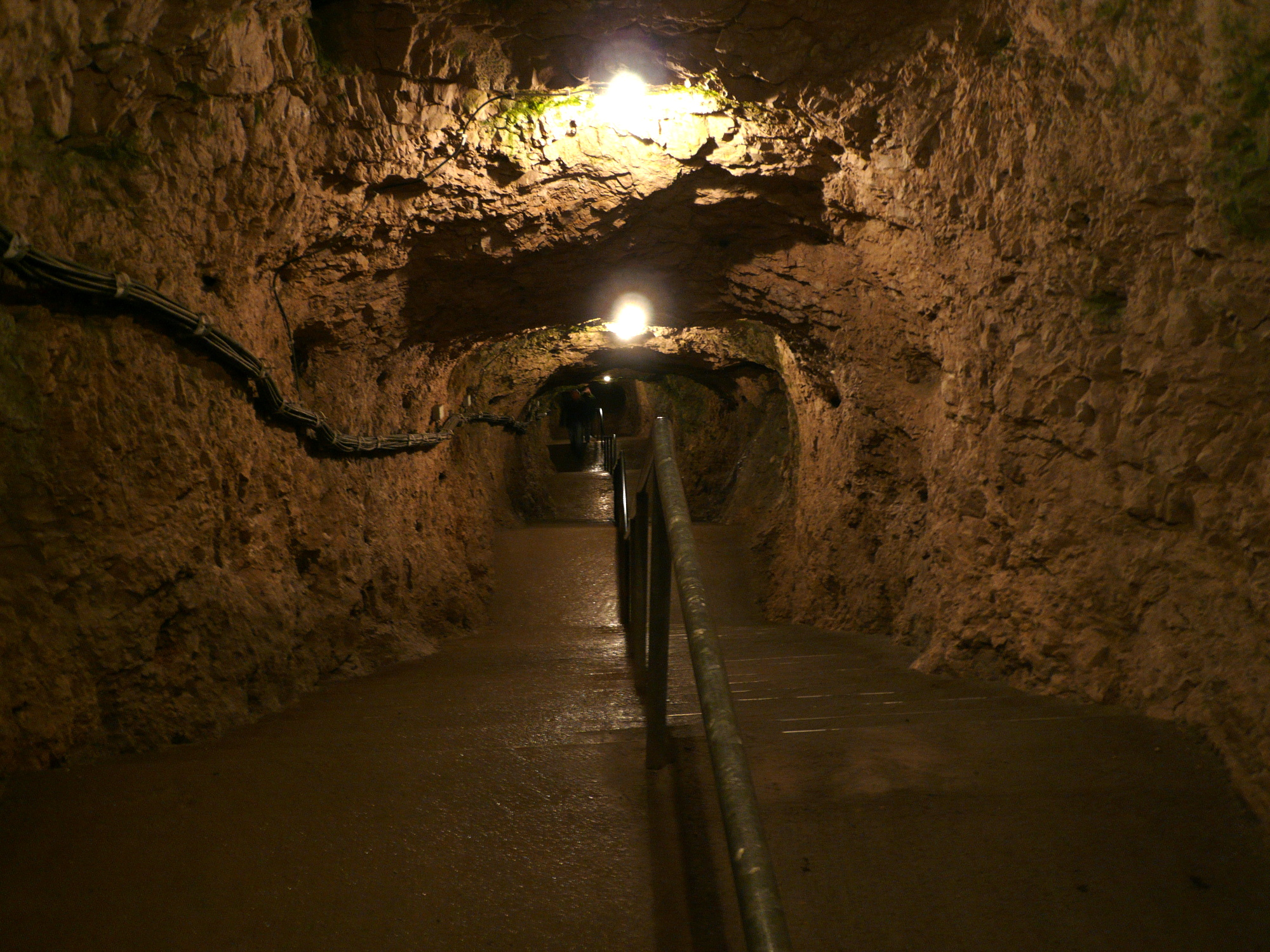
Der Abstieg in die Nebelhöhle

Die Nebelhöhle wurde schon in frühen Jahrhunderten häufig und regelmäßig besucht. Der erste Höhlenführer erschien bereits 1715 im Druck und spricht von beinahe täglichen Besuchen, vor allem im Sommer.
Heute zählt die Nebelhöhle mit etwa 45.000 Besuchern jährlich etwa halb so viele Gäste wie die benachbarte Karls- und Bärenhöhle. Die beiden Höhlen sind neben dem Schloss Lichtenstein beliebte Ziele für Tagesausflügler in der Region und gelten als die meistfrequentierten Schauhöhlen der Schwäbischen Alb.
Über 141 Stufen steigt man in die Nebelhöhle ein. Sie ist deshalb nicht geeignet für Rollstuhlfahrer oder Personen, denen Treppensteigen schwerfällt. Dagegen ist die Bärenhöhle ebenerdig zugänglich und besitzt innen erst ab der fünften Halle wenige Stufen.

### Informationsmaterial
Die Broschüre zur Höhle (mit Schwarzweißbildern) enthält drei Aufsätze mit den Themen Entstehung, Pflanzenwelt und Geschichte.
Seit Mai 2008 ist auch eine interaktive CD (virtueller Rundgang durch die Höhle) am Kassenhäuschen erhältlich. Für die Erstellung der CD wurde gründlich in Gemeinde- und Privatarchiven recherchiert. So wurde die Nebelhöhle nicht, wie bisher angenommen, über das Loch in der Decke entdeckt. Die erste elektrische Höhlenbeleuchtung wurde bereits vor 1893 installiert.
Ebenfalls seit Mai 2008 gibt es eine neue Groß-Postkarte mit Bildern aus der Höhle. Auf der Rückseite befindet sich eine Abbildung Herzog Ulrichs von Württemberg, der 1519 in der Höhle Zuflucht gesucht haben soll.